# 紐約愛未眠
是一部2014年由克里斯·埃文斯首次執導的美國獨立浪漫喜劇電影，主演是埃文斯和爱丽丝·伊芙。

## 劇情
本片是敘述由尼克·瓦格漢（克里斯·埃文斯 飾演）為吹奏小號的街頭藝人，於紐約大中央車站演奏時，突然遇上錯過了凌晨1時30分最後一班去波士頓列車，同時遇上手袋被偷後，身分無文的布魯克·戴爾頓（爱丽丝·伊芙 飾演）。尼克友善地幫助布魯克·戴爾頓想辦法回波士頓，嘉莉最初堅決拒絕，但深夜時份，孤獨無援，無奈又無助，她只好迫於接受尼克的幫助，展開了一個超乎意料的晚上。懂得信任、掌握自己的生活心理，共同2人美麗時光。

## 演員
| 演員                             | 角色                        |
| 克里斯·埃文斯                    | 尼克·瓦格漢 Nick Vaughan    |
| 爱丽丝·伊芙                      | 布魯克·戴爾頓 Brooke Dalton |
| 伊瑪·費茲柏力克 Emma Fitzpatrick | 漢娜 Hannah Dempsey         |
| 馬克·凱撤森                      | 丹尼 Danny                  |
| 丹尼爾·史皮克 Daniel Spink       | 泰勒 Tyler                  |
| 伊莉·摩蘭德 Elijah Moreland      | 歌樂 Cole                   |
| 約翰·卡倫                        | Harry                       |
| 史葛·伊雲斯                      | 旅館服務臺職員              |

## 製作
該片首次於2013年8月公布，當時克里斯·埃文斯簽訂了一份負責編、導和演，而在10月同意爱丽丝·伊芙為主演者。
而拍攝則在2013年12月開始，位於曼哈頓下东城，為期19天。
2014年7月，2014年度多倫多國際電影節公布，該片選定為首映節，並同時由《一點半的火車》更名為《紐約愛未眠》。
該片則由克里斯·威士德力克為主要作曲。

## 評價
電影普遍得到負面評價。爛蕃茄新鲜度22%，而Metacritic評分為31分。

## 外部連結
- 互联网电影数据库（IMDb）上《紐約愛未眠》的资料（英文）
- 爛番茄上《紐約愛未眠》的資料（英文）
- Box Office Mojo上《紐約愛未眠》的資料（英文）
- Metacritic上《紐約愛未眠》的資料（英文）
- AllMovie上《紐約愛未眠》的资料（英文）
- 開眼電影網上《紐約愛未眠》的資料（繁體中文）
- 豆瓣电影上《紐約愛未眠》的資料 （简体中文）
- 时光网上《紐約愛未眠》的資料（简体中文）